# Perizoma jenischi
Perizoma jenischi là một loài bướm đêm trong họ Geometridae.